# Beauvoir-en-Lyons

Beauvoir-en-Lyons este o comună în departamentul Seine-Maritime, Franța. În 1 ianuarie 2022 avea o populație de 630 de locuitori.